# Гејлсвил (Мериленд)
Гејлсвил (енгл. Galesville) насељено је место без административног статуса у америчкој савезној држави Мериленд.

## Демографија
По попису из 2010. године број становника је 684.
| Група             | 2000.    | 2010.       |
| Белци             | 0 (0,0%) | 564 (82,5%) |
| Афроамериканци    | 0 (0,0%) | 92 (13,5%)  |
| Азијати           | 0 (0,0%) | 3 (0,4%)    |
| Хиспаноамериканци | 0 (0,0%) | 13 (1,9%)   |
| Укупно            | 0        | 684         |